# Parada Harmonia
La Parada Harmonia es una de las estaciones del VLT Carioca, situada en Río de Janeiro, Brasil, entre la Parada Providência y la Parada dos Navios/Valongo. Forma parte de la Línea 1, sólo en el sentido Terminal Intermodal Gentileza–Santos Dumont.
Fue inaugurada el 4 de junio del 2017. Se ubica en la rúa Antônio Lage, al lado de la Plaza de la Armonía. Atiende al barrio de Gamboa.